# Närkes runinskrifter 8
Runinskrift Nä 8 är en medeltida runsten av gulröd sandsten som ligger i Kräcklinge kyrkas bogårdsmur i Kräcklinge socken, Lekebergs kommun i Närke.

## Stenen
Runstenen beskrevs för första gången av J.G. Hallman 1725 och hans teckning av den kom sedan med i Johan Peringskiölds handskrift Monumenta. När Hallman besökte stenen fanns den i Väsby och fungerade som landsvägsbro men enligt uppgifter från folk i trakten hade den innan dess stått rest på Korsbergsbacken i närheten. På initiativ av Föreningen för Nerikes folkspråk och fornminnen blev stenen därför ditflyttad i början av 1860-talet. På denna nya plats blev den dock utsatt för vandalism 1867. Någon eller några hade vräkt omkull stenen som av fallet splittrades i tre delar. Först i början av 1900-talet lät man laga runstenen och den fördes till sin nuvarande plats vid Kräcklinge kyrka.
Stenens ornamentik är skickligt utförd fastän svårt skadad. Det mesta av inskriften går inte att tolka, men det beror inte bara på att den är dåligt bevarad. Dessutom verkar den ha ristats av någon som inte behärskade runor. Den översatta inskriften lyder enligt nedan:

## Inskriften
I translitteration
...nu + etu(r)kn + kn...i + rstui + sitn + -... ... + ... ...--busn... ...--... ...ku...rsau ×
i normalisering
... ... ... ræistu stæin ... ... ... ... ... ...
och i översättning
”... reste stenen ...”
Det enda som med säkerhet går att tyda är alltså den föga upplysande informationen att någon reste stenen.